# Winterton (Canada)
Winterton is een gemeente (town) in de Canadese provincie Newfoundland en Labrador. De gemeente ligt aan de westkust van het schiereiland Bay de Verde in het zuidoosten van het eiland Newfoundland. Winterton ligt aan Trinity Bay.

## Geschiedenis
De plaats stond historisch bekend als Scilly Cove en werd reeds in de 17e eeuw gesticht, voornamelijk door immigranten uit de Engelse regio's Dorset en Devon. De eerste volkstelling van de plaats stamt uit 1675. Er waren toen drie zogenaamde planters, veertig bedienden en acht vanuit de plaats opererende vissersboten.
In 1697 vernietigden de Fransen het dorp dat toen naast vier woningen ook meerdere visserijgebouwen en vee huisvestte. Het vissersdorp werd erna terug opgebouwd.
In 1912 werd het dorp hernoemd tot Winterton ter nagedachtenis van de toen recent overleden James Spearman Winter, de premier van Newfoundland van 1897 tot 1900.

## Demografie
Demografisch gezien is Winterton, net zoals de meeste kleine dorpen op Newfoundland, aan het krimpen. Tussen 1991 en 2021 daalde de bevolkingsomvang van 667 naar 436. Dat komt neer op een daling van 231 inwoners (-34,6%) in dertig jaar tijd.
| Demografische ontwikkeling van Winterton tussen 1991 en 2021    |
| --------------------------------------------------------------- |
|                                                                 |
| Bron: Statistics Canada (1991–1996, 2001–2006, 2011–2016, 2021) |